# Synagogue de Sagan (1857-1938)
Pour les articles homonymes, voir Sagan.

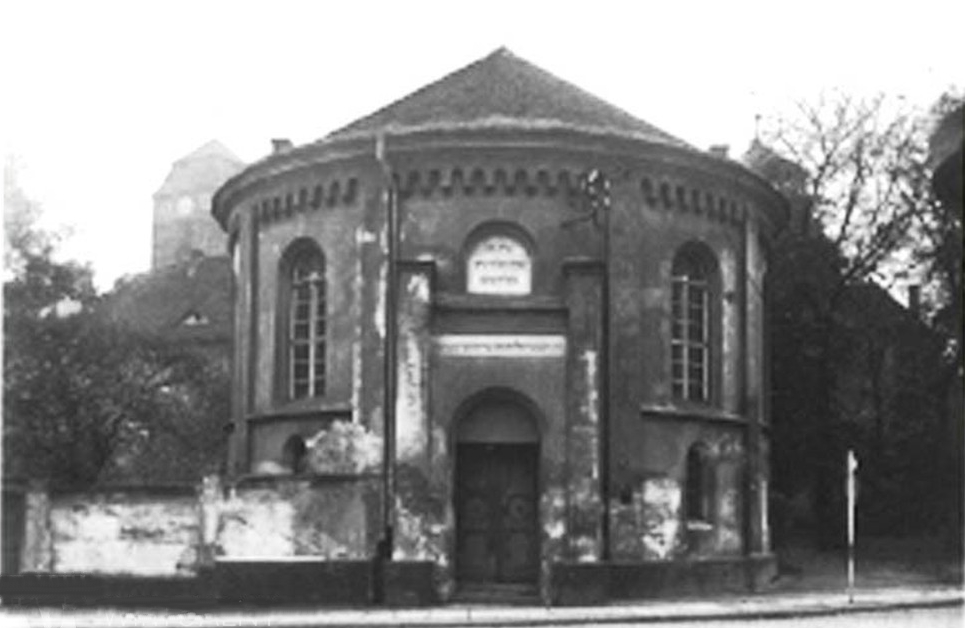
Synagogue de Sagan

La synagogue de Sagan, inaugurée en 1857, a été détruite en 1938 lors de la nuit de Cristal comme la plupart des autres lieux de culte juif en Allemagne.
Sagan était, avant la Seconde Guerre mondiale, une ville allemande de Prusse, du district de Sagan. Après la guerre, la ville a été rattachée à la Pologne et porte désormais le nom de Żagań. La ville, qui est située à 150 km au nord-ouest de Wrocław, relève de la voïvodie de Lubusz. Elle compte actuellement près de 26 500 habitants.

## Histoire de la communauté juive

### La communauté au Moyen Âge
On ignore quand les premiers Juifs se sont installés dans la duché de Sagan. On suppose aux XIIe et XIIIe siècles, à la même période où des Juifs sont arrivés, dans les villes voisines de Bunzlau (Boleslawiec), Liegnitz (Legnica) et Görlitz (Zgorzelec). En tout cas, il existe au milieu du XVe siècle une Judengasse (ruelle des Juifs) située à l'emplacement de l'actuelle rue Słowackiego. (de Slovaquie).
Au milieu du XVe siècle, exhortée par le clergé catholique, dont entre autres le frère franciscain italien Jean de Capistran, déferle sur la Silésie une vague de pogroms et d'expulsions. La ville de Sagan n'est pas épargnée, et en 1462, Jean II de la branche ainée des Piast, souverain de Sagan, chasse tous les Juifs de la ville.

### La communauté moderne
Une nouvelle communauté juive n'apparaitra qu'au début du XIXe siècle. En 1813, un nouveau cimetière juif est ouvert à l'ouest de la ville, sur une butte appelée colline de la bruyère (en allemand : Heideberg). Le cimetière s'étendra plus tard jusqu'à la Lessingstraße, aujourd'hui rue Joselewicza. En 1825, la veuve Hülse finance la construction d'un mur autour du cimetière.Au milieu du XIXe siècle, pour faire face à une augmentation de ses fidèles, la communauté décide en 1857 d'acheter un bastion pour le transformer en synagogue. Profitant des négociations pour l'achat de ce bâtiment, la communauté décide d'acheter aussi un terrain situé à proximité du cimetière afin d'agrandir ce dernier.
Plusieurs années plus tard, le 20 janvier 1873, la communauté acquiert auprès de la ville une petite parcelle supplémentaire, située à proximité de la synagogue.
En plus de la synagogue et du cimetière, la communauté possède une école juive et un abattoir rituel pour la cacherout. Elle dispose aussi de prairies, de terres agricoles, ainsi que d'un bois dénommé Holzhof.  
Selon des données incomplètes, la communauté juive compte 170 personnes en 1880. Ce nombre par la suite ne va cesser de décroitre. En 1905, il n'y a plus que 113 Juifs en ville et 97 en 1929 et 78 en 1933 à l'arrivée au pouvoir des nazis. À cette époque, les dirigeants de la communauté sont les commerçants Leo Rothgiesser, Fritz Hesse et Kurt Schindler. La communauté ne possède pas de rabbin propre, et fait venir pour les cérémonies religieuses le rabbin Wahrmann d'Oels (actuellement Oleśnica). L'enseignement religieux est professé jusqu'en 1932 par Heinrich Zuckermann.
Après l'arrivée des nazis au pouvoir le nombre de Juifs dans Sagan tombe rapidement pour n'être plus que 30 en 1937 et il n'y a plus que 7 Juifs en 1939 à la veille de la Seconde Guerre mondiale.
Au cours de la nuit de Cristal du 9 au 10 novembre 1938, la synagogue est incendiée et des magasins juifs pillés et saccagés. Peu d'informations existent concernant le sort des quelques Juifs restés à Sagan après 1940, qui n'avaient pas voulu ou pu émigrer. Malheureusement, il y a une grande probabilité qu'ils aient été déportés vers l'est et massacrés.

## Histoire de la synagogue

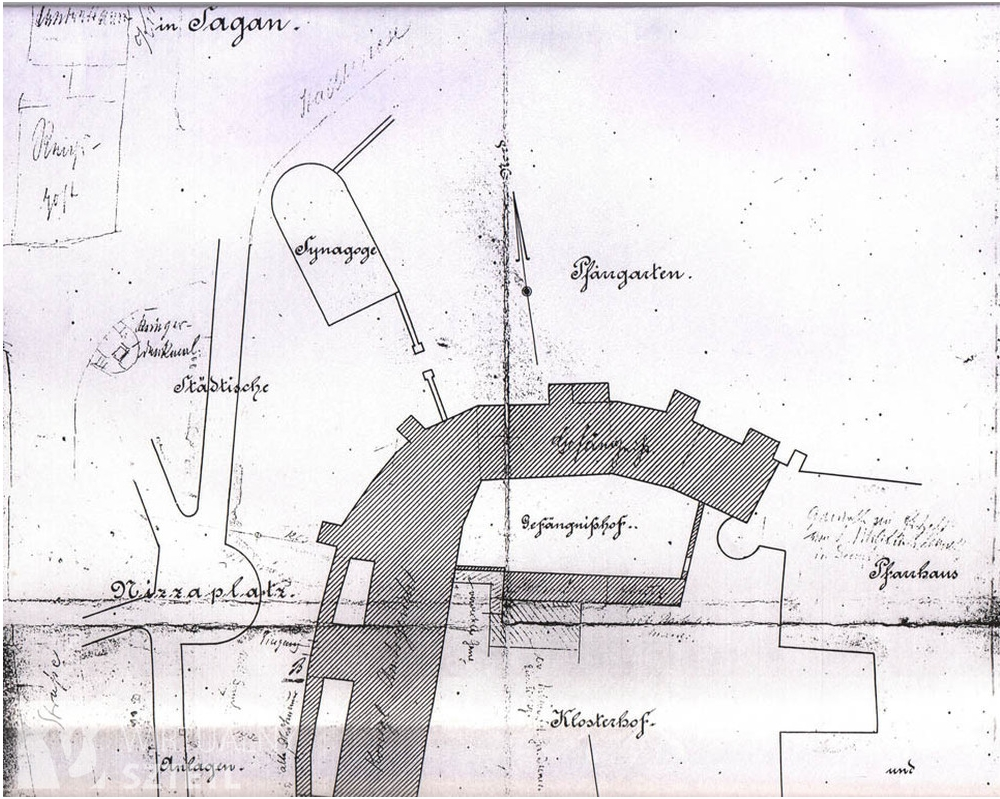
Plan d'implantation de la synagogue- Dessin joint à l'acte d'achat

### Achat du bastion
En 1857, la communauté juive de Sagan, en forte croissance, achète à la ville le bastion municipal médiéval situé dans une prairie urbaine, qui servait auparavant à la garnison stationnée à Sagan pour la somme de 1 000 thalers. Le bastion est situé à l'intersection la rue actuelle Jean-Paul II et la place Wolności (Liberté).  Au cours de la discussion avec la ville, la communauté juive décide d'en profiter pour acheter aussi un bout de terrain pour agrandir le cimetière.
Ces deux achats font l'objet d'un seul accord, rédigé en allemand et signé le 11 juin 1857, qui décrit les biens vendus:
« La ville de Sagan, représentée par ses magistrats, vend à la communauté juive de Sagan:
1/ Un bâtiment lui appartenant, situé dans la prairie municipale, appelé le bastion, ainsi qu'un terrain d'une superficie de 7 ¼ prętów, dont les limites sont clairement représentées dans le plan ci-joint, et
2/ un terrain de dimension 150,42 prętów, se trouvant sur la colline de la Bruyère, à côté de la poudrière et du vieux cimetière juif et dont les limites sont également définies de façon plus précise sur le plan joint, mais sans garantie. »
ainsi que les conditions financières du marché: 
« Le prix est
1/ pour le bastion et ses dépendnaces: 1 000 thalers. 
2/ pour le terrain pour agrandir le cimetière: 125 thalers.
soit un total de 1 125 thalers. L'acheteur a déjà versé la somme de 500 thalers en espèce, et s'engage à payer le reste soit 500 thalers avant le 1er octobre. »
et certaines conditions imposées lors de l'achat: 
« L'acheteur s'engage à utiliser le bâtiment acheté uniquement pour le culte ou pour des fins éducatives. Il s'engage à rénover l'édifice pour en faire une synagogue avant le 1er juillet 1858 et de faire en sorte que l'apparence du bâtiment soit agréable et conforme à son utilisation. Les travaux de transformation doivent être conformes au projet présenté en mars de cette année par le maître-maçon Schrader, et révisé et approuvé par le gouvernement royal à Liegnitz  le 14 avril et le 5 mai. Cet engagement sera inscrit dans le prêt hypothécaire. 
Une route menant au jardin du pasteur catholique de la paroisse passe par le terrain appartenant au bastion, qui a également été vendu. L'acheteur s'engage à permettre l'utilisation de ce chemin par le pasteur et ses successeurs. Cet engagement sera aussi inscrit dans le prêt hypothécaire.
L'acheteur assume l'obligation d'entretien du terrain et de rénovation du fragment des douves de la ville traversant le terrain acheté. Cet engagement sera aussi inscrit dans le prêt hypothécaire.. »
Cet acte d'achat est signé d'une part par M. Hensig, magistrat municipal et de l'autre par M. Wiener, M. Bernhard Levyn et le Dr Beerel du conseil de la communauté juive.   

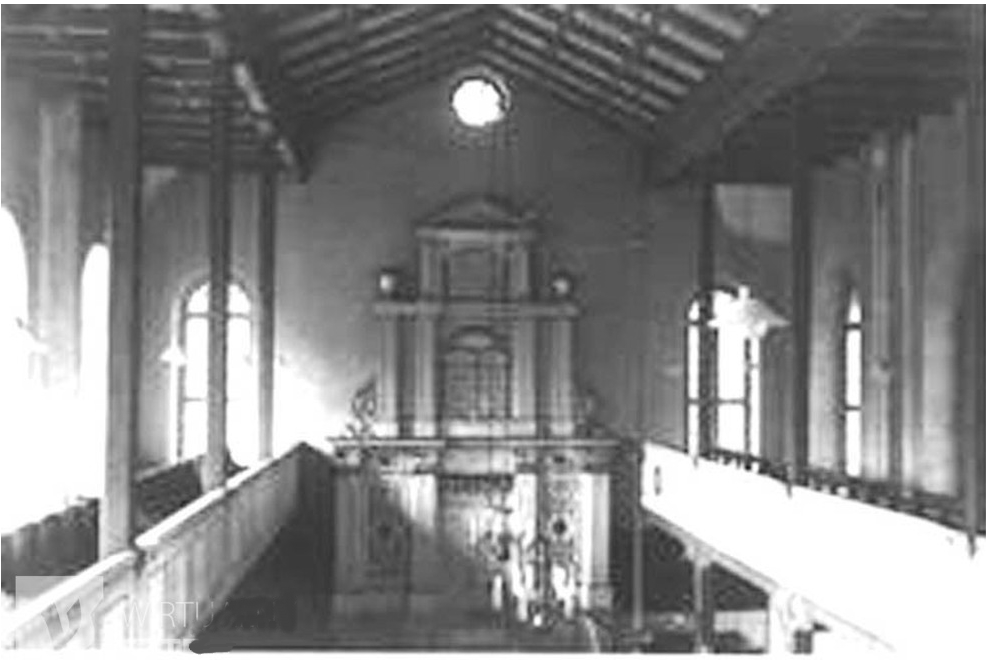
Intérieur de la synagogue

La forme architecturale de la synagogue rappelle l'ancien bastion. Le bâtiment fait environ 22 mètres de long sur 6,5 mètres, arrondi du côté de l'entrée, avec sur le fronton au-dessus de l'entrée principale deux tablettes portant des inscriptions en hébreu. Sur la plaque supérieure, située dans une niche à arc-plein, est inscrit le verset 56:7 du livre d'Isaïe: Ma maison sera appelée une maison de prière, pour tous tes « peuples. Sur la plaque inférieure rectangulaire, située juste au-dessus de la porte, est inscrit le verset 118:20 du livre des Psaumes: Voici la porte de l'Éternel; c'est par elle qu'entrent les justes.   

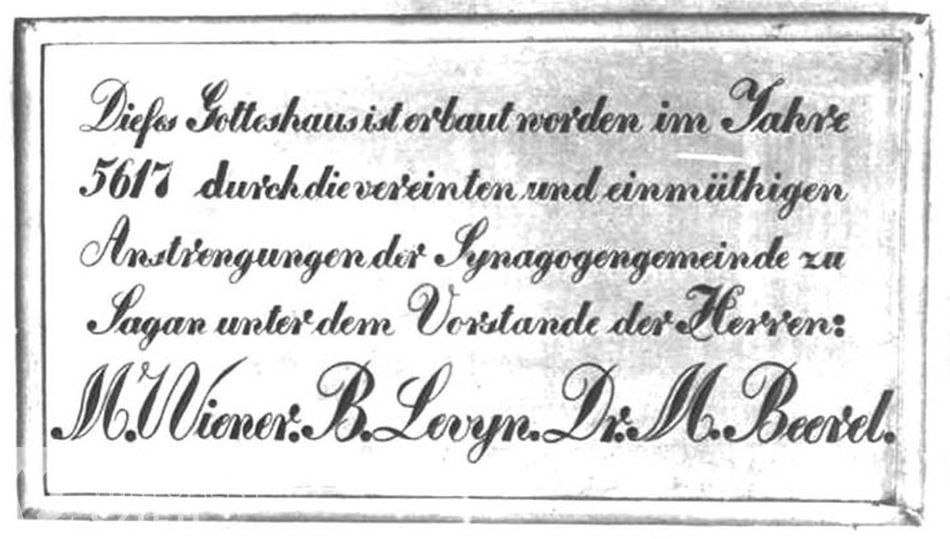
Dédicace en allemand pour l'inauguration de la synagogue

À l'intérieur de la synagogue, une plaque rédigée en allemand indique: « Ce temple a été construit en l'année 5617 grâce aux efforts collectifs et à l'unanimité des membres de la communauté juive de Sagan, dont les membres du conseil de direction étaient M. Wierner, M. B. Levyn et Dr. M. Beerel ».

### Destruction de la synagogue
Le 31 janvier 1930, se déroule dans la synagogue, l'une des dernières cérémonies célébrées par la communauté juive de Sagan, le mariage de Margarete Richter et de Benjamin Brodkiewicz. Le jeune couple émigrera en Australie. 
La synagogue située entre la Place Nizza et la Stadtwiese (Prairie communale), a pour adresse officielle en 1938, Stadtwiese.
La synagogue est incendiée pendant la nuit de Cristal du 9 au 10 novembre 1938. Peu d'informations sont connues concernant cet évènement. Les solides murs extérieurs du bastion, d'une épaisseur de 1 mètre sont restés debout et ne furent rasés que plus tard.
Dès 1945, un saule pleureur est planté à l'emplacement de la synagogue pour commémorer symboliquement la synagogue détruite.